# Fomes fomentarius
Fomes fomentarius (L.) J.Kickx f., Fl. Crypt. Flandres: 237 (1867) è un fungo non commestibile della famiglia delle Polyporaceae. Il suo nome comune è fungo esca del fuoco.

## Descrizione della specie
Corpo fruttifero
Perenne, sessile, a forma di "zoccolo", 10–40 cm di lunghezza; nel primo stadio di crescita il cappello presenta solchi concentrici e ondulati, con cresta molle e cinerognola; poi orlo arrotondato, rugginoso chiaro; a maturazione la cresta si presenta dura, massiccia, color ocra o brunastra, con margine rugoso.
Tubuli
Lunghi, a più strati, rugginosi.
Pori
Fini, rotondi, piccoli, da bianco crema a brunastri. Molto fragili.
Carne
Suberosa o spugnosa, dura, bruno-rossastra.
- Odore: marcatamente fungino oppure di legno, molto gradevole, specialmente in prossimità dei pori.

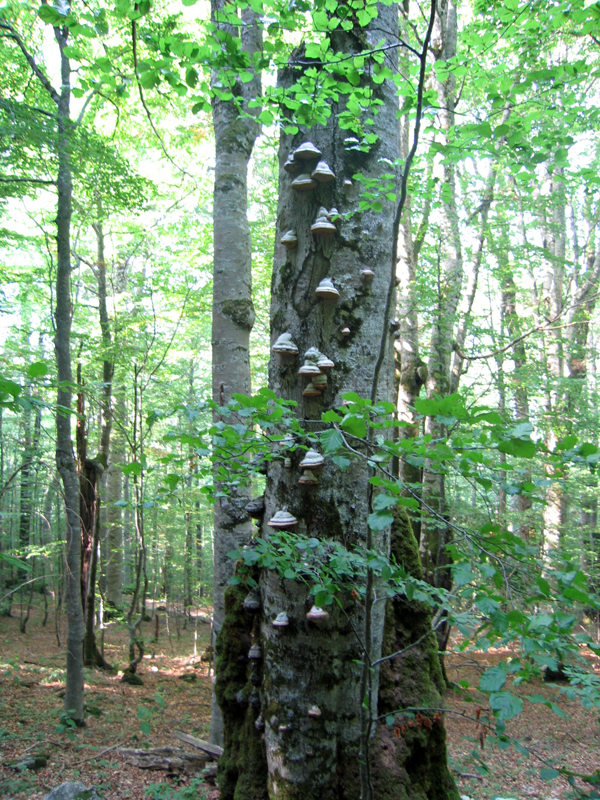
Tronco parassitato da F. fomentarius

Spore
Oblunghe, giallastre in massa.

## Habitat

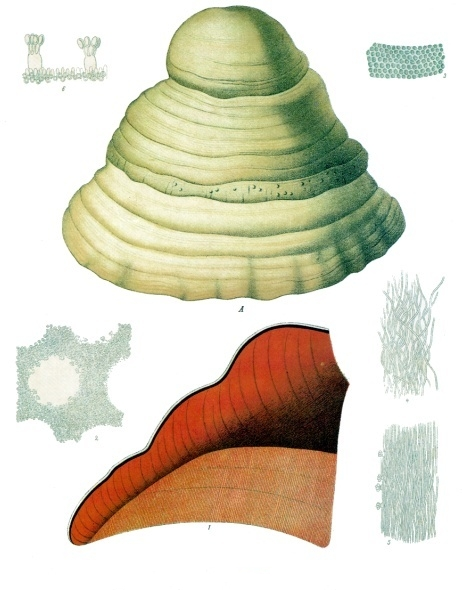

Cresce su latifoglie, sia vive che morte, in estate-autunno, per diversi anni. Parassita o saprofita delle latifoglie, è in grado di degradare molto rapidamente il legno.

## Commestibilità
Non commestibile, di consistenza praticamente pari a quella del legno.

## Etimologia
Dal latino fomes = esca, alimento del fuoco, per l'uso che se ne faceva una volta, e ancora adesso.

## Curiosità
Un tempo veniva ridotto in polvere e mescolato a salnitro per facilitare l'accensione del fuoco tramite scintille, come ad esempio con la pietra focaia .
Ne aveva con sé 4 pezzi anche l'Uomo di Similaun.

## Sinonimi
- Agaricus fomentarius (L.) Lam., (1783)
- Boletus fomentarius L., Species Plantarum: 1176 (1753)
- Elfvingia fomentaria (L.) Murrill, Bull. Torrey bot. Club 30(5): 298 (1903)
- Elfvingiella fomentaria (L.) Murrill
- Ochroporus fomentarius (L.) J. Schröt., Krypt.-Fl. Schlesien 3(1): 486 (1888)
- Placodes fomentarius (L.) Quél., Enchiridion Fungorum, in Europa Media Præsertim in Gallia Vigentium (Paris): 171 (1886)
- Polyporus fomentarius (L.) Fr., Systema mycologicum (Lundae) 1: 374 (1821)
- Pyropolyporus fomentarius (L.) Teng, Chung-kuo Ti Chen-chun: 763 (1963)
- Scindalma fomentarium (L.) Kuntze, Revis. gen. pl. (Leipzig) 3 (1898)
- Ungulina fomentaria (L.) Pat., Essai Tax. Hyménomyc.: 102 (1900)